# Lienz
Lienz é um município da Áustria, localizada no distrito homônimo.. Está situada vale de Puster.
Era chamada de Agunto (Aguntum) durante o período romano.